# 西川町立病院
西川町立病院（にしかわちょうりつびょういん）は、山形県西村山郡西川町にある医療機関。病院の理念は、「町民に信頼され地域とともに歩む病院」。

## 施設概要
- 構造 鉄筋コンクリート造り3階建(一部地下1階)

## 年表
- 1952年（昭和27年）5月 - 旧川土居村診療所開設。
- 1957年（昭和32年）5月 - 現在の西川町立病院に改組。
- 1977年（昭和52年） 2月 - 新築移転開設。
- 2017年（平成29年) 10月2日 - 電子カルテシステムが本格稼働[1]。

## 診療科
- 内科
- 外科

## アクセス
- 山形自動車道 西川ICから車で約5分。
- 無料の来院者用駐車場あり。

## 周辺
- 国道112号
- 西川町立西川小学校
- 西川町立西川中学校
- 西川郵便局
- 西川町役場
- 海味温泉
- 寒河江川